# Шакелфорд (Каліфорнія)
Шакелфорд (англ. Shackelford) — переписна місцевість (CDP) в США, в окрузі Станіслаус штату Каліфорнія. Населення — 3371 осіб (2010).

## Географія
Шакелфорд розташований за координатами 37°36′49″ пн. ш. 120°59′25″ зх. д. / 37.61361° пн. ш. 120.99028° зх. д. (37.613570, -120.990161).  За даними Бюро перепису населення США в 2010 році переписна місцевість мала площу 1,77 км², з яких 1,74 км² — суходіл та 0,03 км² — водойми.

## Демографія
Згідно з переписом 2010 року, у переписній місцевості мешкала 3371 особа в 898 домогосподарствах у складі 703 родин. Густота населення становила 1910 осіб/км².  Було 1059 помешкань (600/км²).
Расовий склад населення:
| - 46,3 % — білих - 1,9 % — корінних американців - 1,8 % — азіатів - 0,8 % — чорних або афроамериканців - 44,4 % — осіб інших рас |

До двох чи більше рас належало 4,9 %. Частка іспаномовних становила 79,6 % від усіх жителів.
За віковим діапазоном населення розподілялося таким чином: 34,9 % — особи молодші 18 років, 58,6 % — особи у віці 18—64 років, 6,5 % — особи у віці 65 років та старші. Медіана віку мешканця становила 27,4 року. На 100 осіб жіночої статі у переписній місцевості припадало 103,9 чоловіків;  на 100 жінок у віці від 18 років та старших — 105,0 чоловіків також старших 18 років.